# Guadalajarai nemzetközi repülőtér
A Guadalajarai nemzetközi repülőtér (spanyol nyelven: Aeropuerto Internacional de Guadalajara Miguel Hidalgo y Costilla) (IATA: GDL, ICAO: MMGL) Mexikó egyik jelentős nemzetközi repülőtere, amely Guadalajara közelében található. Éves utasforgalma 17 710 200 fő (2023).

## Futópályák
A repülőtér futópályái:
- 11R/29L (4000 m, aszfaltbeton)
- 11L/29R (3538 m, aszfaltbeton)

## Forgalom
Az utasforgalom az elmúlt években az alábbi módon változott:
| Utasok száma | 4 685 802 | 5 392 108 | 7 299 381 | 6 423 124 | 7 154 959 | 8 695 183 | 11 362 552 | 14 340 152 | 12 243 000 | 17 710 200 |
|              | 2002      | 2004      | 2007      | 2009      | 2011      | 2014      | 2016       | 2018       | 2021       | 2023       |